# Franz Nebel

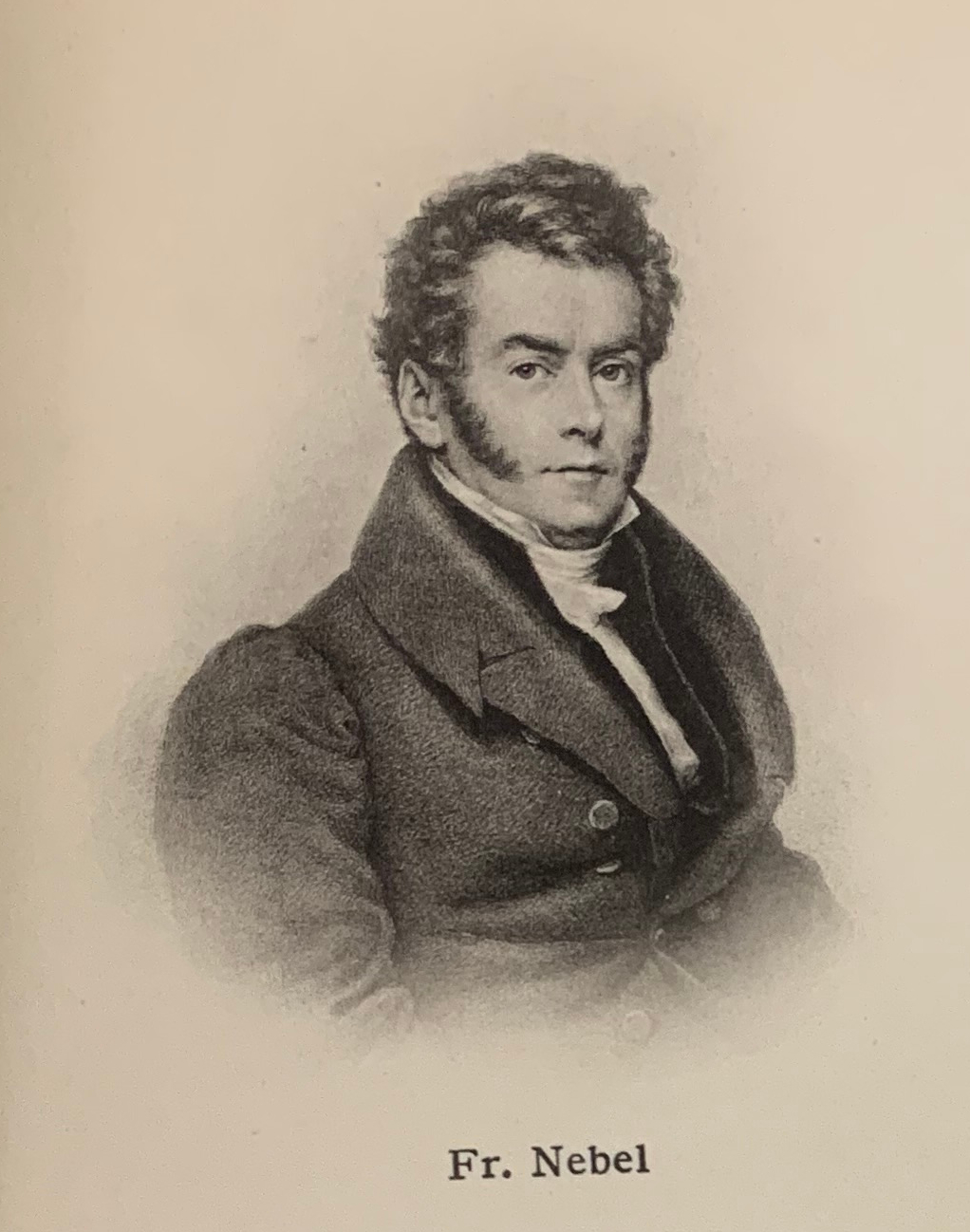
Franz Nebel

Franz Laurent Joseph Nebel, auch François Nebel (* 1785 in Epfig; † 30. April 1859 in Straßburg), war ein französischer Bankier und Präsident der Handelskammer des Départements Bas-Rhin.

## Leben
Franz Nebel wurde im elsässischen Epfig bei Hagenau geboren zur Zeit als das Elsass noch dem französischen Königreich zugehörig war. Er war der Sohn des Franz Xaver (auch François Xavier) Nebel (1754–1820), Bürgermeister in Hagenau von 1800 bis 1808, und der Franziska (auch Françoise) Nebel, geborene Klein. Eine Schwester war Maria Franziska (auch Marie Françoise), verheiratete von Müllenheim (1797–1871). Ihr Mann Louis Marie Édouard von Müllenheim (1784–1867), war Oberst und ebenfalls Bürgermeister von Hagenau. Auch der Mann seiner Schwester Adélaïde Marie Félicité Sophie Nebel († 1868), der Kavallerieoffizier Prosper de Baudel de Vaudrécourt (1795–1863) war in den Jahren von 1842 bis 1848 Bürgermeister von Hagenau.
1835 heiratete Nebel in Karlsruhe Josephine Gulat von Wellenburg (1802–1880), eine Tochter des badischen Ministerialbeamten und Ministers Daniel Gulat von Wellenburg (1764–1839). Sie erbte nach dem Tod des Vaters das von diesem 1795 erworbene und 1786 erbaute Schloss in Fessenbach, das heute als Schloss Seebach in der Senator-Burda-Straße geläufig ist, der Familie Burda gehört und zum Ensemble des Felix-Burda-Parks gehört.
Nebel gehörte auch der sogenannte Trippstädter Wald in der Gemarkung Trippstadt. Er war in Straßburg Gründer und Inhaber des Bankhauses Nebel & Cie. am Place Saint-Pierre le Jeune 3, zu deutsch Jung St. Petersplatz 3, später François Nebel fils & Cie.
Im Sommer 1830 ist er Vorsitzende des Bürgerausschusses der Stadt Strassburg. Er wurde im 1831 als Ritter des Ehrenlegion ausgezeichnet.
Von 1845 bis 1848 war Franz Nebel Präsident der Chambre de commerce de Strasbourg.
In das Straßburger Bankgeschäft stieg später auch Nebels Schwiegerenkel (Francois Xavier) Léon Grouvel (* 1820) als Vize-Präsident mit ein. Er war der Sohn von Nebels Schwester Marie Anne (1789–1854) aus derer 1809 geschlossenen Ehe mit dem General François Grouvel (1771–1836).
Léon Grouvel, dessen älterer Bruder der Divisionsgeneral Jules Grouvel (1818–1895) war, führte das Bankhaus am Place Saint-Pierre le Jeune nach Nebels Tod zusammen mit dessen Witwe Josephine unter dem Namen Grouvel & Cie. weiter. Er überführte die Grouvel & Cie. 1871 als Mitbegründer der Banque d’Alsace et de Lorraine (BAL) in selbige. Die BAL fusionierte wiederum 1931 mit der 1919 gegründeten Société Alsacienne de Crédit Industriel et Commercial zur Crédit Industriel d’Alsace et de Lorraine (CIAL).
Das Schloss in Fessenbach erbte die gemeinsame Tochter Emilie Luise Henriette, die den französischen Kürassier-Major Eugène Picard (1823–1893) heiratete, und das Schloss wiederum ihrer Tochter vererbte, der Gattin des Malers Baron Lothar von Seebach, dessen Namen das Schloss bis heute trägt.